# ROKS Gyeongnam (FFG-819)
La ROKS Gyeongnam (FFG-819) est une frégate de la marine de la république de Corée, le deuxième navire de la classe Daegu. Elle est nommée d’après la province de Gyeongnam.

## Conception
La classe Daegu est une variante améliorée des frégates de classe Incheon. Les modifications apportées à la classe Incheon comprennent un système de sonar à réseau remorqué TB-250K et un système de lancement vertical coréen (K-VLS) à 16 tubes, capable de déployer le K-SAAM, le missile anti-sous-marin Hong Sang Eo et les missiles de croisière tactiques d’attaque terrestre Haeryong.
La conception de la coque est globalement basée sur celle de la classe Incheon. Cependant, dans le cadre des modifications du système d'armes, la superstructure a été considérablement modifiée. Le hangar et le pont d'envol pour hélicoptère ont été agrandis pour permettre l’exploitation d’un hélicoptère de 10 tonnes,.

## Carrière
La ROKS Gyeongnam a été construite par Daewoo Shipbuilding & Marine Engineering, lancée le 21 juin 2019 et mise en service le 4 janvier 2021,,